# 史萊和史東家族合唱團
史萊和史東家族合唱團（英語：Sly and the Family Stone），是來自舊金山的美國樂團，活躍於1966年至1983年，是放克、靈魂、搖滾與迷幻音樂發展的關鍵之一。樂團的核心陣容由創作歌手、製作人和多樂器演奏家史萊·史東領導，以及史東的弟弟歌手/吉他手弗雷迪·史東、妹妹歌手/鍵盤手蘿絲·史東、小號手辛西亞·羅賓森、鼓手葛雷格·艾瑞科、薩克斯風手傑瑞·馬提尼和貝斯手賴瑞·格拉罕組成。這是美國第一個達成種族融合且含男女混合陣容的知名搖滾樂團。
成立於1966年，史萊和史東家族合唱團融合了各種不同的音樂流派，並開拓了新興的「迷幻靈魂樂」流派聲響。他們發行了許多在告示牌百強單曲榜奪得第一的歌曲，如〈Dance to the Music〉（1968年）、〈Everyday People〉（1968年）和〈Thank You (Falettinme Be Mice Elf Agin)〉（1969年）等；以及備受好評的專輯，如將流行情感與社會評論相結合的《Stand!》（1969年）。1970年代，樂團在諸如《There's a Riot Goin' On》（1971年）和《Fresh》（1973年）轉變為更加黑暗與減少商業化放克的聲響，並展現了與他們的早期作品不相上下的影響力。1975年，樂團因為毒品問題和人際衝突而導致解散，儘管史萊繼續以樂團的名義重組新陣容並進行演出，但他的毒品濫用問題迫使他在1987年退休。
史萊和史東家族合唱團的作品極大地影響了往後美國的放克、流行樂、靈魂樂、R&B和嘻哈音樂的發展。音樂評論家喬·塞爾文寫道：「黑人音樂可以分成兩種：史萊·史東之前的黑人音樂和史萊·史東之後的黑人音樂。」2010年，他們在滾石雜誌一百大藝人中排名第43位，他們的三張專輯名列滾石雜誌五百大專輯中。樂團於1993年入選搖滾名人堂。

## 作品
- 《A Whole New Thing（英语：A Whole New Thing (Sly and the Family Stone album)）》（1967年10月）
- 《Dance to the Music（英语：Dance to the Music (Sly and the Family Stone album)）》（1968年4月27日）
- 《Life（英语：Life (Sly and the Family Stone album)）》（1968年7月1日）
- 《Stand!（英语：Stand!）》（1969年5月3日）
- 《There's a Riot Goin' On（英语：There's a Riot Goin' On）》（1971年11月20日）
- 《Fresh（英语：Fresh (Sly and the Family Stone album)）》（1973年6月30日）
- 《Small Talk（英语：Small Talk (Sly and the Family Stone album)）》（1974年7月）
- 《High on You（英语：High on You）》（1975年11月8日）
- 《Heard Ya Missed Me, Well I'm Back（英语：Heard Ya Missed Me, Well I'm Back）》（1976年12月18日）
- 《Back on the Right Track（英语：Back on the Right Track）》（1979年11月3日）
- 《Ain't but the One Way（英语：Ain't but the One Way）》（1982年）

## 相關書籍
- Aronowitz, Al (November 1, 2002). "The Preacher". The Blacklisted Journal. Retrieved 2009-11-12.
- Ankeny, Jason (2005). "Sylvester 'Sly Stone' Stewart Allmusic.com. Retrieved 2005-03-29.

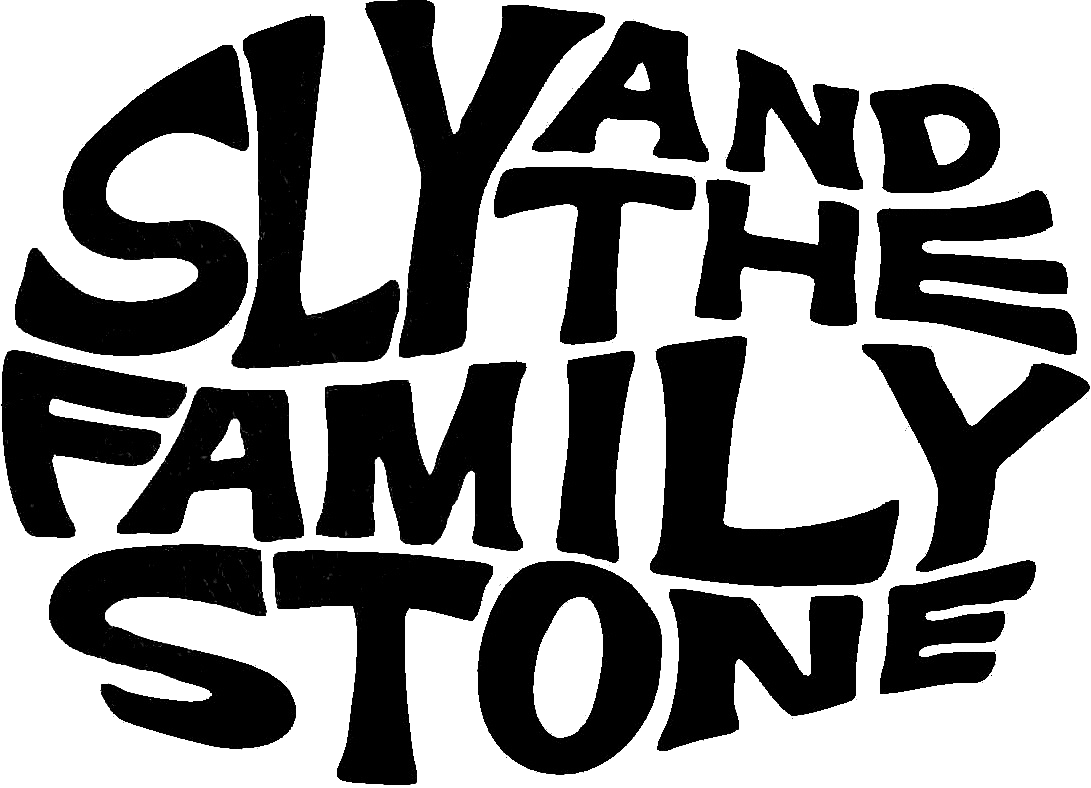
史萊和史東家族合唱團標誌

- Erlewine, Stephen Thomas (2005). Sly and the Family Stone. Allmusic.com. Retrieved 2005-03-29.
- Lewis, Miles Marshall. . 33-1/3. New York: Continuum. 2006. ISBN 0-8264-1744-2.
- Selvin, Joel. . New York: Quill Publishing. 1998. ISBN 0-380-79377-6.
- Williams, Otis and Romanowski, Patricia (1988, updated 2002). Temptations. Lanham, MD: Cooper Square. ISBN 0-8154-1218-5

## 延伸閱讀
- Kaliss, Jeff. . Backbeat Books. 2008  [2018-11-05]. ISBN 0-87930-934-2. （原始内容存档于2020-08-19）.

## 外部連結
- 官方網站（页面存档备份，存于）
- Sly and the Family Stone在Allmusic上的頁面